# Anton Spitalsky

Anton Spitalsky

Anton Spitalsky (* 8. Dezember 1831; † 30. Januar 1909) war Technischer Direktor der Österreichischen Waffenfabriksgesellschaft (ÖWG).

## Leben und Werk
Spitalsky arbeitete zuerst als Büchsenmacher bei der k. k. Zeugsartillerie im Wiener Arsenal, trat aber bereits 1866 als Werkmeister in die Werndlsche Waffenfabrik in Steyr ein. Gemeinsam mit Karl Holub entwickelte er Verbesserungen am Werndlgewehr 1873. 1879 konstruierte er ein Mehrladegewehr mit drehbarem Trommelmagazin. 1885 wurde er Inspektor der ÖWG und nach Werndls Tod von 1889 bis 1896 Technischer Direktor. An die Stelle des Generaldirektors trat ein Exekutivkomitee. Spitalsky verhandelte 1890 als Bevollmächtigter der Waffenfabrik mit einem Zwölferkomitee von Arbeitern die Freigabe des 1. Mai.
Universalerbin seines Vermögens von 365.000 Kronen war die Stadt Steyr.

## Auszeichnungen

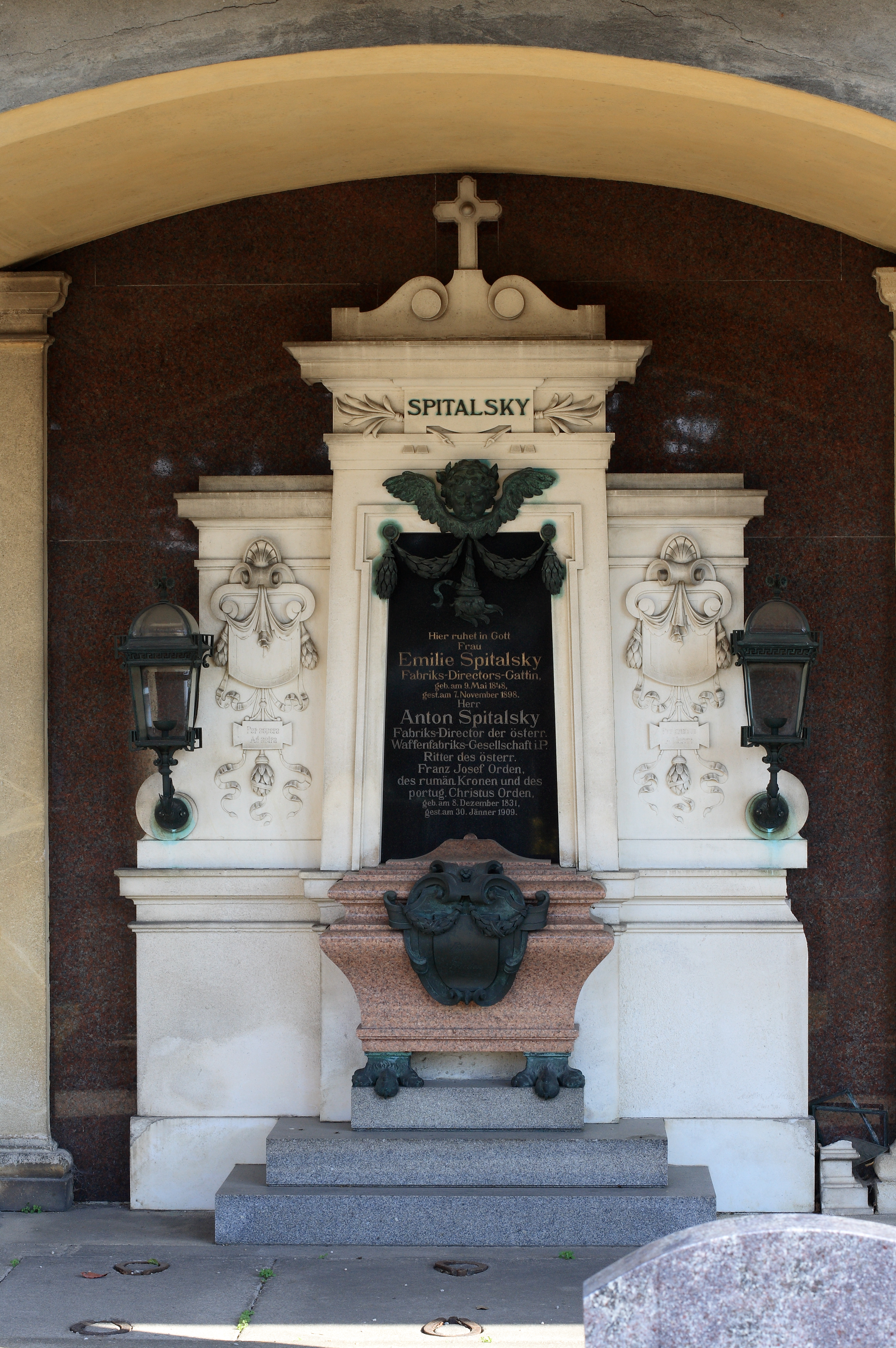
Ehrengrab am Taborfriedhof

- Ritterkreuz des Franz-Joseph-Ordens
- Rumänischer Kronenorden
- Portugiesischer Christusorden[2]

## Nachwirkung
Spitalsky erhielt ein Ehrengrab im zweiten Abschnitt des Taborfriedhofs. Die ehemalige Neuluststraße, an der Spitalsky und seine Frau Emilie eine Villa besaßen, wurde in Spitalskystraße umbenannt. Die Spitalskyvilla wurde 1978 geschleift und an ihrer Stelle 1980 das Bezirksstellengebäude der Arbeiterkammer errichtet.